# Томпсон, Томми (американский футболист)
Томас (Томми) Палмер Томпсон (англ. Thomas «Tommy» Palmer Thompson; род. 15 августа 1995, Лумис, Калифорния США) — американский футболист, правый защитник клуба «Сан-Хосе Эртквейкс».
Томми — сын футболиста, участника Олимпийских игр 1984 в Лос-Анджелесе, Грегга Томпсона. Его старший брат — Таннер, также был футболистом.

## Клубная карьера
Томпсон — воспитанник клуба «Сан-Хосе Эртквейкс». В 2013 году он поступил в Индианский университет в Блумингтоне и начал выступать за университетскую футбольную команду «Индиана Хузиерс» в Национальной ассоциации студенческого спорта.
Оставив университет после первого года обучения, 22 января 2014 года Томпсон подписал контракт с «Сан-Хосе Эртквейкс», став первым доморощенным игроком в истории клуба. В MLS он дебютировал 7 июня в матче против «Торонто», заменив в конце второго тайма Шея Салинаса. В том же году Томпсон на правах аренды выступал за клуб USL Pro «Сакраменто Рипаблик». 17 января 2017 года Томпсон подписал новый многолетний контракт с «Сан-Хосе Эртквейкс». 4 июля в матче против «Атланты Юнайтед» он забил свой первый гол в MLS. 2 декабря 2020 года Томпсон подписал с «Сан-Хосе Эртквейкс» новый многолетний контракт. По окончании сезона 2022 «Сан-Хосе Эртквейкс» не стал продлевать контракт с Томпсоном согласно опции, но 17 января 2023 года клуб подписал с игроком новый контракт на сезон 2023 с опцией продления на сезон 2024. По окончании сезона 2023 «Сан-Хосе Эртквейкс» отклонил опцию продления контракта с Томпсоном, но 5 января 2024 года клуб подписал с игроком новый контракт на сезон 2024 с опцией продления на сезон 2025.

## Международная карьера
В 2015 году Томпсон был включён в заявку молодёжной сборной США на участие в молодёжном чемпионате КОНКАКАФ на Ямайке. На турнире он сыграл в матчах против молодёжных команд Гватемалы, Арубы, Панамы, Ямайки, Сальвадора и Тринидада и Тобаго. В поединке против арубцев Томас забил гол.
В том же году в составе молодёжной сборной США Томпсон принял участие в молодёжном чемпионате мира в Новой Зеландии. На турнире он сыграл в матчах против команд Новой Зеландии, Мьянмы, Колумбии и Сербии.

## Достижения
Командные
«Сакраменто Рипаблик»
- Чемпион USL Pro: 2014